# Bleke waterstippelkorst
Bleke waterstippelkorst (Verrucaria praetermissa) is een korstmossoort uit de familie Verrucariaceae. Hij leeft in symbiose met de alg Trebouxia.

## Determinatie
Bleke waterstippelkorst is een korstvormig korstmos. Het thallus is tamelijk dik, stevig tegen de ondergrond aangedrukt, niet-gelatineus, areolaat of gebarsten, met name bij ouderdom. De kleur is grijswitachtig, witachtig bij droogte en meer witgroenachtig of grijsgroenachtig bij vochtige omstandigheden. Hij ontwikkelt zich op een zwarte basale laag. Het prothallus is afwezig of lichtbruin. Peritheciën zijn talrijk aanwezig en 0,2–0,4 mm groot. Het heeft geen kenmerkende kleurreacties.
De ascosporen zijn kleurloos, spoelvormig met een groot bloedlichaampje in het midden en meten 18–25 × 7–11 µm.

### Gelijkende taxa
Hij lijkt op:
- Verrucaria devensis maar onderscheidt zich door zijn donkere kleur en DNA-barcode
- Verrucaria lapidicola maar onderscheidt zich door zijn dunne thallus en DNA-barcode
- Verrucaria hydrela, maar deze is minder gebarsten en heeft een minder witachtige thallus. Bovendien komt deze soort meer voor op alkalische rotsen en staat vaker onder water.

## Ecologie
Bleke waterstippelkorsten is een epiliet. Hij komt voor op grote granieten kiezelhoudende rotsen die periodiek onder water staan aan de oevers van rivieren en beken en af en toe op kwel en vochtige rotsen in schaduwrijke en vochtige bossen. In gebieden die onderhevig zijn aan periodieke onderdompeling, meestal gevonden met Staurothele fissa en net onder de Bacidia inundata en Dermatocarpon luridum zone.

## Verspreiding
In Nederland is bleke waterstippelkorst een zeldzame soort. Hij staat niet op de Nederlandse Rode Lijst en is niet bedreigd.